# Александру Сегал
Александру Сегал (порт. Alexandru Segal; нар. 4 жовтня 1947, Бухарест - 6 лютого 2015) – бразильський шахіст румунського походження, міжнародний майстер від 1977 року, суддя міжнародного класу (Міжнародний арбітр) від 1984 року.

## Шахова кар'єра
Чемпіон Румунії серед юніорів. У 1966-1969 роках чотири рази представляв кольори Румунії на командному чемпіонаті світу студентів студентів. Економічну освіту здобув у 1970 році. Наступного року емігрував до Бразилії і оселився в Сан-Паулу. Бразильське громадянство отримав 1973 року, одразу ж увійшовши до числа провідних бразильських шахістів. Неодноразово брав участь у фіналі чемпіонату країни, завоювавши 8 медалей: дві золоті (1974 – разом з Марсіо Мірандою, 1978), три срібні (1973, 1984, 1985) та три бронзові (1977, 1982, 1986). Між 1974 і 1986 роками п'ять разів брав участь у шахових олімпіадах.
Тричі (1975, 1978, 1982) брав участь у зональних турнірах (відбіркового циклу чемпіонату світу). Досягнув низки успіхів на міжнародних турнірах, зокрема у Вінніпегу (1974, чемпіонат панамериканських країн, поділив 3-тє місце позаду Волтера Брауна і Рауля Сангінетті, разом з Пітером Баясасом), Сан-Лоренсо (1975, посів 3-тє місце), Форталеза (1978 і 1988, двічі 1-ше місце), Ріо-де-Жанейро (1978, поділив 1-2-ге місце), Куритиба (1980, посів 2-ге місце) і Сан-Паулу (1983, посів 2-ге місце).
Найвищий рейтинг Ело в кар'єрі мав станом на 1 січня 1980 року, досягнувши 2415 очок ділив тоді 2-3-тє місце (позаду Енріке Мекінга, разом з Жайме Суніє Нету) серед бразильських шахістів.